# Slukatan
Slukatan is een bestuurslaag in het regentschap Wonosobo van de provincie Midden-Java, Indonesië. Slukatan telt 3296 inwoners (volkstelling 2010).